# 12.7×81mm弾
12.7×81mm弾 (.50 Vickers) はイギリス軍における標準的な中口径銃弾で、特にイギリス海軍において第二次大戦中に使用された12.7mmビッカース機関銃の使用弾薬として知られている。 またその輸出型で採用された半起縁式のSR弾は大日本帝国とイタリア王国で航空機搭載用機関銃弾として使用された。

## 概要
第一次世界大戦時に航空機の防御力強化がなされ、当時の標準的な機関銃弾では威力不足が顕在化した頃に、本実包の開発は遡る。 従来の銃弾で焼夷弾なども製作されたが観測気球や飛行船との戦闘においては効果が薄かった。これにより更に大口径の機関銃弾としてドイツ帝国では13.2x92mm TuF弾 (13.2×92mmSR)の開発が行われた。
他方イギリスでは.600/.500口径のゾウ狩り用の実包を参考にして開発が行われた。ビッカースは弾頭の口径12.7mm、薬莢全長81mmの無起縁式実包を開発し、.5V/580(弾頭が580グレイン、約37.5g)として完成した。1924年にビッカース12.7mm機関銃用の実包として採用され、イギリス海軍が最大の使用者(12,500丁)となった。 第二次世界大戦以前のイギリス海軍では標準的な対空用機関銃とされていたが、後に20mm機関砲へ換装された(イギリス空軍では採用されず、更に大口径の機関砲が採用された)。

## 半起縁式弾
ビッカース12.7mm機関銃は対空機関銃としては大日本帝国とシャム空軍で採用されたが、輸出にあたって1923年にリムを半起縁式とした12.7x81mmSR (SRはセミリムド、半起縁式の略、メーカーでの呼称は.5"V/565で弾頭が565グレイン、約36.5g)を開発。 徹甲弾(通常弾と曳光弾)や焼夷弾(曳光弾) などが用意され、初速は760m/secであった。 本実包はイタリア王国、日本でライセンス生産が行われ、広範に使用された。
本実包はブローニングの実包より小型で銃口威力が比較的小さい為、高発射速度で軽量の小口径航空機用機関銃弾として使用された。 最も優秀な機関銃は日本のホ-103で、重量22kg、発射速度は900発/分であった。 その他にイタリアのブレダ-SAFATやスコッティ機関銃等がある。